# Indrek Zelinski
Indrek Zelinski (Pärnu, 13 de novembro de 1974) é um futebolista e treinador de futebol estoniano. Atualmente, joga no JK Retro (clube da quinta divisão nacional), paralelamente ao cargo de técnico do Vaprus.
Entre 1991 e 2009, destacou-se no futebol profissional ao jogar pelos 2 maiores clubes de seu país, o Flora Tallinn e o Levadia, ultrapassando os 100 jogos por ambos (115 pelo Flora, 151 pelo Levadia) e também fazendo um número expressivo de gols (62 pelos Triibulised e 84 pelo FCL). Aposentou-se em 2009 e voltou aos gramados no ano seguinte, desta vez na sexta divisão estoniana, defendendo o Eesti Koondis em 40 jogos e fazendo 26 gols. Desde 2013, continua no time, agora rebatizado de JK Retro.
Jogou também por Sindi Kalju, Pärnu KEK, Pärnu Kalev, Lelle, Tervis Pärnu, Kuressaare, Lahti (Finlândia), AaB Aalborg (Dinamarca), Landskrona BoIS (Suécia) e Frem (Noruega). Foi eleito ainda o melhor futebolista estoniano de 2001 e recebeu o prêmio de melhor gol feito por sua seleção 3 vezes.

## Seleção
Com o final da URSS, em 1991, as seleções dissidentes iniciariam a sua trajetória como equipes independentes no ano seguinte, incluindo a Seleção Estoniana, pela qual Zelinski faria sua estreia em maio de 1994, na derrota por 4 a 0 frente aos Estados Unidos. Participou das eliminatórias para as Copas de 1998 e 2002 das Eurocopas de 1996, 2000, 2004 e 2008. Encerrou sua carreira internacional em 2010, em um amistoso contra a Finlândia.
Zelinski é o 13º jogador que mais vezes entrou em campo pela Seleção Estoniana, com 103 partidas, e o segundo maior artilheiro, com 27 gols.

## Carreira de treinador
Em 2011, virou técnico do Levadia III (segundo time reserva), trabalhando ainda como auxiliar-técnico no time principal e nas seleções de base, entre 2012 e 2016, quando assumiu o comando da seleção feminina.
Desde 2017, treina o Vaprus, clube da primeira divisão nacional.